# حسين مردان
حسين مردان (1927-1972) كاتب وشاعر عراقي من مواليد محافظة كربلاء. لُقب بـ«ملك الصعاليك» للقرن العشرين. اشتهر بقصائده من النثر المركز والشعر الحر، خاصة مدونة ”قصائد عارية“ التي سببت ضجة بين الصحف والجهات الحكومية ما أسفر عنه الإعتقال في السجون. وكتب أيضاً لبعض المجلات العربية والعراقية من بينها مجلة شعر وألف باء، وتناول مواضيع كثيرة ومختلفة، مشدداً في كثير من مقالاته على صورة المرأة في المجتمع.

## الحياة الشخصية
ولد مردان في طويريج التابعة لمحافظة كربلاء حيث درس، ولكنه سرعان ما ترك تعليمه، خاصة بعد ما أخبرته والدته بالتخلي عن ممارسته للأدب. ولد مردان لأبوين فقيرين، وكانت عائلته كثيرة التنقل نظراً لطبيعة وظيفة والده. فكان والده ضابط من رتبة عريف في الشرطة العراقية، وانتقل هو وعائلته من مدينة طويريج إلى محافظة ديالى، حيث سكنو عند ناحية جديدة الشط من مدينة الخالص لقربها من نهر دجلة. نشأ مردان في مدينة جديدة الشط حيث أكمل تعليمه الابتدائي، وأكمل دراسته المتوسطة والاعدادية في قضاء الخالص.
بدأ مردان بالقراءة لعنترة في السابعة من عمره، وفي العاشرة ألف أول قصيدة شعرية له. وفي عام 1947، انتقل مردان إلى بغداد وهو في العشرين من عمره، حيث انهى دراسته الجامعية. وهو في بغداد، التقى بالشاعر الرصافي عن طريق جماعة تدعى «الوقت الضائع» الذي جمعهم حب التمرد على السائد والشائع، ما دفعه التوجه إلى المدارس الفكرية الحديثة واعتناقه للوجودية، الذي لعب الفيلسوف، جان بول سارتر، دور فيها، حين قابله مردان في باريس. بالإضافة إلى إنه على معرفة شخصية بكثير من كبار ادباء بغداد من أمثال جبرا إبراهيم جبرا، الذي عمل مردان مساعد له وتولى مهمة استنساخ مؤلفاته، وأعلام الأدب والفن من أمثال عفيفة اسكندر، الذي كان مردان جزء من مجلسهم الأسبوعي.

## السيرة المهنية
واجه مردان الكثير من الصعوبات المادية في حياته مما دفعه لممارسة أعمال اعتيادية لكسب الرزق. فاشتغل في مجال البناء، والصحافة، والسياسة. ونظراً لطموحه الواسع في مجال السياسة وواقع الحكومة الملكية العراقية، ترك مردان الدراسة وانشغل بهموم بلده.
تخصص فيما بعد في مجال الأدب على المستوى المهني، ونُشرت الكثير من قصائده في مجلة شعر اللبنانية. امتازت قصائده بعفوية التعبير ولغتها البسيطة، وسُمى هذا الجنس من الشعر بـ«النثر المركز». وجد في هذا النوع من الشعر وسيلة للتنقل من شكل تعبيري إلى آخر، وبلوغ تفاصيل صغيرة دون التقييد بإيقاع البيت. ونتيجة تأثر مردان بالشاعر اللبناني، إلياس أبي شبكة، أصبحت نصوصه النثرية مفعمة بالعصبية الملتهبة، وكُتبت بإيقاع متوتر ذات رغبة متفجرة. بالإضافة إلى أنه كتب مقالات ابداعية اجتذبت النقاد من العالم الثقافي العراقي، ومع الوقت بلغ مستوى عالي في كتابة المقالات، خاصة في مجال الصحافة، لدرجة أنه لم يتمكن أي من كبار الصحفيين الوصول إليه. وفي نهاية عام 1968، عمل مردان كمحرر في مجلة ألف باء الأسبوعية العراقية وخصصت له صفحة أسبوعية لكتابة مقالة أو قصيدة من النثر المركز أو الشعر الحر. وكتب مقالات أخرى يدافع فيها عن نظرة المجتمع للمرأة كجارية وعاشقة، والمحاربة لإثبات مكانتها كمرأة مناضلة، وعاملة، وكادحة. وفي الفترة التي كانت تعاني فيها العراق من الركود الأدبي، وهي نفس الفترة التي سبقت وفاة الكاتب بثلاثة أعوام، نشر مردان مقالة في المجلة تحت عنوان ”الجدل لا الكظم“.

## اعتقاله
أول مرة تم اعتقال فيها مردان هو عندما اصدر كتاب ”قصائد عارية“ الذي اهداه لنفسه. فتلقى موجة من الإنتقادات، بالإضافة إلى أن مضمون الكتاب أحدث ضجة انتشر تأثيرها خارج حدود العراق. وفي ظل انشغال الصحف العراقية والعربية بالتغطية عن الكتاب، اصدرت الحكومة العراقية قرار اعتقال مردان، ولكن تم الإفراج عنه يوم 26 يوليو عام 1950 وتبرئته من التهم التي وجهت إليه.
حوكم مردان بعدها بخمس مرات نتيجة تجاوزه كل الخطوط الحمراء. ففي عام 1948، شارك مردان في التظاهرات ضد معاهدة «بورتسموث» التي اندلعت في شوارع العراق. وفي عام 1952، سُجِن نتيجة انشغاله بسياسة بلده وكفاحه للقضاء على الاستعمار الإنجليزي. بالإضافة إلى إنه تم اتهامه بتحدي القيم الأخلاقية السائدة وتعرضه الفاحش للنساء، والإعتداء على المحرمات الإجتماعية. ولكنه تم الإفراج عنه بعد اكتشاف حسن اخلاقه وعدم تفوهه بالكلمة النابية أمام النساء، بل عزم لتحريرها من العادات القبلية والأسر المثالية القبيحة التي تدعي بالتظاهر تظاهراً فارغاً بالجرأة والشجاعة.

## وفاته
أصيب مردان بأزمة قلبية وارتجاف في البطين ما أسفر إلى نقله إلى مستشفى مدينة الطب حيث توفي فجر الرابع من تشرين الأول /أكتوبر عام 1972.

## أعماله الشعرية
- ”قصائد عارية“، دار أوراق، القاهرة، 1949 (الطبعة الأولى)، 1955 (الطبعة الثانية)، 2007 (الطبعة الثالثة).[3]
- ”اللحن الأسود“، بغداد، 1950.
- ”صور مرعبة“، بغداد، 1951.
- ”عزيزتي فلانة“، 1952.
- ”الربيع والجوع“، بغداد، 1953.
- ”نشيد الأنشاد“، 1955.
- ”مقالات في النقد الأدبي“، بغداد، 1955.
- ”أغصان الحديد“، بغداد، 1961.
- ”الأزهار تورق داخل الصاعقة“، منشورات الجمل، بغداد، 1972.
- ”من يفرك الصدأ؟“، منشورات الجمل، بغداد، 2011.